# Mickaël Maschio
Mickaël Maschio (Digne-les-Bains, 19 mei 1973) is een Frans voormalig motorcrosser.

## Carrière
Mickaël Maschio liet zich voor het eerst opmerken in het Wereldkampioenschap motorcross in de 125cc-klasse, waar hij op Honda reed. In deze categorie bleef het vooral bij ereplaatsen voor de Fransman.
Vanaf 1998 maakte hij de overstap naar de 250cc-klasse, op Yamaha. In zijn eerste seizoen eindigde hij op de achtste plaats. In 1999 bleef hij bij Yamaha en wist het seizoen op de zesde plaats af te sluiten. Vanaf 2000 kwam hij uit voor Kawasaki. 
In 2002 keerde hij terug naar de 125cc-klasse, nog steeds voor Kawasaki. Dit seizoen wist hij de wereldtitel te behalen. Hij verdedigde zijn wereldtitel in 2003, maar kwam niet verder dan de vierde plaats. Vanaf toen kreeg Maschio het moeilijker, mede door de komst van latere wereldkampioen Antonio Cairoli. In 2004 werd hij uiteindelijk zesde. In 2005 reed hij opnieuw met Yamaha, maar na een teleurstellend seizoen eindigde hij pas als twaalfde.
Na dit seizoen besloot Maschio zijn professionele carrière stop te zetten.

## Palmares
- 2002: Wereldkampioen 125cc

| 1          | 1995       | Spanje             | Bellpuig             |
| 2          | 2002       | Spanje             | Bellpuig             |
| 3          | 2002       | Italië             | Castiglione del Lago |
| 4          | 2002       | Duitsland          | Gaildorf             |
| 5          | 2002       | Tsjechië           | Loket                |
| 6          | 2003       | Spanje             | Bellpuig             |
| 7          | 2003       | Bulgarije          | Sevlievo             |
| MX2-klasse |            |                    |                      |
| 8          | 29-08-2004 | Europa (Duitsland) | Gaildorf             |